# 2023年中国呼吸道传染病疫情
2023年中国呼吸道传染病疫情是指自2023年11月起，中华人民共和国境内大批民众感染肺炎的事件。据中国卫生部门报告称，在中国北部的多个地区爆发了呼吸道疾病。随着北京市和辽宁省的医院不堪重负，世界卫生组织（WHO）要求中国提供有关呼吸系统健康问题激增的详细信息，并建议社区采取重要的预防措施。为此，中国国家卫生健康委员会敦促地方政府增加发热门诊数量。
中国政府回应称在提供的数据中“没有发现异常或新型病原体”。COVID-19清零政策结束后，2023年中国爆发的儿童肺炎感染被认为是已知病原体引起的，尤其是肺炎支原体。世卫组织和中国卫生部门将继续密切监测疫情。
截至2023年11月23日，爆发的原因尚不清楚，可能的原因包括已知的季节性疾病以及COVID-19限制的解除。
世界卫生组织称，呼吸道疾病的激增并非意料之外，因为其他国家在取消COVID-19限制后也出现了类似的增长。这种现象被认为是由于限制措施造成了“免疫差距”（immunity gap），当人们不再采取预防措施时，就更容易受到感染。此外，也有相关的流行病学家指出，与其他国家相比，中国肺炎的高发病率是不寻常的，因为其他国家在放宽COVID-19限制后，相较于中国，流感和呼吸道合胞病毒（RSV）等疾病的发病率反而激增。
尽管呼吸道疾病有所增加，但没有迹象和证据表明这种疾病是致命的。
美国俄亥俄州大约在同一时间也爆发了类似的疫情，但截至2023年12月，据信与中国传染病疫情无关。丹麦报告称，其领土上爆发了肺炎疫情。截至2023年11月，已发现541例病例。此外，DOH（Department of Health - Republic of the Philippines）表示，截至11月25日，菲律宾报告的流感疾病中有4例确诊肺炎支原体或“行走性肺炎（walking pneumonia）”。

## 经过
2023年末，中国北方儿童中包括肺炎在内的呼吸道疾病显著增加。由于此事件可能对全球公共卫生产生影响，世界卫生组织（WHO）和其他国际卫生机构正在密切关注这一事件。

### 5月至10月
据《中国日报》报道，2023年5月，儿童医疗中心主任周慧霞观察到，中国肺炎支原体感染呈上升趋势，8月份“增长迅速”，10月初开始出现“特别猛烈”的浪潮 。
2023年10月24日，周预测这一波浪潮将在11月达到顶峰。

### 11月
11月13日，中国国家卫生健康委员会报告称，呼吸道疾病有所增加。这些疾病的增加归因于今年早些时候取消了COVID-19限制，以及已知病原体的传播，包括流感、肺炎枝原體（又名黴漿菌，一种通常影响幼儿的常见细菌感染）、呼吸道合胞病毒(RSV)和SARS-CoV-2。
11月21日，ProMED报告中国北方儿童出现多起未确诊肺炎病例。目前尚不清楚这些是否与中国当局此前报告的呼吸道感染总体增加或单独事件有关。根据《国际卫生条例》，世界卫生组织要求提供有关这些已知病原体近期趋势的更多信息。世界卫生组织表示，与前三年同期相比，今年的10月和11月，中国北方报告的“流感样疾病有所增加”。
11月23日，中国卫生部门报告称，呼吸道疾病的增加并非由任何新型或未知病原体引起，而是与已知病原体有关- 流感、肺炎支原体、呼吸道合胞病毒(RSV)、和SARS-CoV-2。世卫组织证实，没有发现新的病原体，而且这些疾病的临床表现并无异常。
11月27日，《自然》刊文指出，中国呼吸道疾病病例的急剧增加背后存在多个异常之处。通常情况下，肺炎支原体感染是相对容易治愈的，但这次却对中国儿童造成了严重的影响。其次，在新冠疫情放开后，一些国家主要报告的是病毒感染，而中国主要经历的是支原体肺炎，这是一种由细菌引起的感染。

### 12月
12月4日，据联合早报消息，由于中国各地呼吸道疾病高发，部分地区开始恢复使用健康码，部分网友担心后续官方施行严控措施。
12月7日，有报道显示，来自民众的各类检测试剂的需求量呈现大幅增长态势，根据电商美团买药健康指数显示，流感试剂月增超过14倍、肺炎霉浆菌试剂盒月增超过12倍。
12月9日，中国国家疾控局要求前往医疗机构以及脆弱人群集中场所时需配戴口罩，并建议民众搭乘公共交通工具、进入人员密集场所戴口罩，同时也要求各地疾控部门应发布当地的疫情形势。
12月10日，有报道显示，不少罹患呼吸道疾病的儿童出现无症状或者症状轻微，需经检查方可发现已患肺炎，其关键在于年纪和病原体种类。